# حصاة لبية
الحصوات اللبية (تُعرف أيضًا بالسُنينات) كتل عقدية متكلسة تظهر إما في الجزء التاجي أو الجذر اللبي في الأسنان أو في كليهما. الحصوات اللبية غير مؤلمة إلا إذا ضغطت الأعصاب.
تٌصنف كما يلي:
1. على أساس بنيتها
  1. حصوات لبية حقيقية: تتكون من العاج المتشكل من الأرومات السنية
  2. حصوات لبية كاذبة: تتكون من تمعدن خلايا اللب المتنكسة، غالبًا في نمط متحد المركز
2. على أساس الموقع
  1. حرة: محاطة كاملةً بأنسجة اللب
  2. ملتحمة: مندمجة جزئيًا بالعاج
  3. مغروسة: محاطة كاملةً بالعاج

## مقدمة
الحصوات اللبية تكلسات غير مترابطة موجودة في الحجرة اللبية في السن قد تخضع لتغييرات لتصبح تكلسات لبية منتشرة مثل التكلس الضموري. عادة ما تُكشف عن طريق الفحص الشعاعي وتظهر على هيئة آفات مستديرة أو بيضاوية ظليلة على صور الأشعة. للسن ذي الحصاة اللبية مظهر سريري طبيعي مثل أي سن آخر. قد يختلف عدد الحصوات اللبية في السن الواحد من 1 إلى 12 أو أكثر، وتتفاوت أحجامها من جسيمات دقيقة إلى كتل كبيرة تسد حجرة اللب تقريبًا. يُذكر أن الحصوات اللبية تظهر أكثر في المنطقة التاجية من اللب، حتى لو كانت موجودة أيضًا في اللب الجذري.
يُعتقد أن الحصوات اللبية تنمو حول عش مركزي مكون من أنسجة اللب، مثل لييفات الكولاجين والمواد القاعدية وبقايا الخلايا الميتة. يحصل التكلس الأولي حول العش المركزي ويمتد إلى الخارج بمواد متكلسة منتظمة بطريقة متحدة المركز أو شعاعية.

## المسببات
يمكن أن تنشأ التكلسات اللبية بسبب:
- تنكس اللب
- تقدم العمر
- اضطرابات الدورة الدموية في داخل اللب
- المهيجات الموضعية طويلة الأمد مثل تسوس الأسنان وإجراءات التغطية اللبية وكسور الأسنان الملتئمة وترميم إصابات الأسنان والتهابات دواعم السن
- إجراءات تقويم الأسنان
- زراعة الأسنان
- الرضوض

تبين أن الحصوات اللبية التي تتشكل عند المراهقين ترتبط ارتباطًا كبيرًا بتسوس الأسنان أو ترميمها، ما يُشير إلى وجود علاقة سببية بين تهيج اللب المزمن وتكوين الحصوات اللبية. قد يحدث تفاعل دفاعي في معقد العاج-اللب. عن طريق التسوس والتسرب الدقيق حول الترميمات التي تؤدي بدورها إلى التكلسات اللبية. قد يكون لتشكيل الحصاة اللبية آلية مماثلة لتشكيل العاج الثالثي بالقرب من الأرومات السنية المتهيجة. عدا ذلك، يتناقص حجم اللب بسبب ترسب العاج الثانوي أو الثالثي مع تقدم العمر. يهيئ ذلك ظروفًا مواتية لتشكيل التكلسات اللبية.
تشمل العوامل المسببة المُبلغ عنها أيضًا:
- عوامل مجهولة السبب
- تناول مكملات الفلورايد
- فرط الفيتامين د
- استعداد وراثي محتمل مثل تكون العاج المعيب وخلل التنسج في عاج الأسنان[6]

## الأنواع/التصنيف
يمكن تصنيف الحصوات اللبية بناء على اختلاف موقعها وبنيتها.
يمكن تصنيفها بناء على الموقع إلى حصوات لبية حرة ومغروسة وملتحمة. يُعثر على الحصوات اللبية الحرة داخل أنسجة اللب وهو الموقع الأكثر شيوعًا. يختلف الحجم من قطر 50 ميكرومتر إلى عدة ملليمترات وقد يسد الحجرة اللبية بأكملها. تكون الحصاة اللبية المغروسة منغرسة بالكامل في العاج ويشيع وجودها في الجزء القمي من الجذر. تلتصق الحصوات اللبية الملتحمة بجدار حجرة اللب ولكنها غير محاطة بالكامل بالعاج.
يمكن تصنيف الحصوات اللبية هيكليًا إلى حصوات حقيقية وكاذبة. تتكون الحصوات اللبية الحقيقية من العاج المبطن بالأرومة السنية. الحصوات اللبية الحقيقية نادرة جدًا. من ناحية أخرى، تتكون الحصوات اللبية الزائفة من طبقات متحدة المركز من الأنسجة المتمعدنة حول خثرات الدم أو لييفات الكولاجين أو الخلايا المحتضرة والميتة.

## الآلية المرضية النسيجية
يوجد نوعان من الحصوات من الناحية النسيجية: (1) الحصوات ذات التكلسات المنتظمة (2) والحصوات ذات التكلسات غير المنتظمة. في حالة التكلس المنتظم، تكون الحصوات اللبية ناعمة أو مستديرة أو بيضاوية مع صفائح متحدة المركز. توجد عادة في اللب التاجي. أما التكلسات غير المنتظمة غير الصفائحية، فقد تأخذ الحصوات اللبية شكل قضبان أو أوراق ويكون سطحها خشنًا. تكون أكثر شيوعًا في اللب الجذري. يزيد حجم الحصوات اللبية ذات التكلس المنتظم عن طريق إضافة لييفات الكولاجين إلى سطحها، في حين أن النوع غير المنتظم من الحصوات اللبية يتشكل عن طريق تكلس لييفات الكولاجين الموجودة سابقًا.
قد تتشكل الحصوات اللبية أيضًا حول الخلايا الظهارية مثل بقايا غمد هيرتويغ الجذري الظهاري. من المفترض أن البقايا الظهارية قادرة على حث الخلايا الجذعية المتوسطة المجاورة على التمايز إلى أرومات سنية.

## الارتباطات
أُجريت دراسة تجريبية على المرضى الذين يعانون من الأمراض القلبية الوعائية وأظهرت زيادة حدوث الحصوات اللبية في أسنان المرضى الذين يعانون من الأمراض القلبية الوعائية مقارنة بالمرضى الأصحاء الذين لا يعانون من تلك الأمراض. يقترح باحثون آخرون وجود علاقة بين التكلس اللبي وتكلس الشريان السباتي، على الرغم من عدم وجود دليل قوي على هذا الارتباط. إلى جانب الأمراض القلبية الوعائية، اكتُشف ارتباط أمراض أخرى بالتكلسات اللبية مثل اعتلال الكلية في مرحلته النهائية ومتلازمة مارفان ومتلازمة إيلرز دانلوس والتكلس الشامل والتكلس الورمي.
تُصاحب التكلسات اللبية أيضًا الكثير من الأمراض الوراثية بما فيها خلل التنسج في العاج وتكون العاج المعيب مصحوبة، وبالتالي، يُشتبه في أن متلازمة مارفان مرتبطة بالحصوات اللبية بسبب تكوين العاج غير الطبيعي، ما يؤدي إلى زيادة تواتر التكلسات اللبية لدى هؤلاء الأفراد. تشير نظرية أخرى إلى أن الأفراد المصابين بمتلازمة مارفان يعانون من خلل التنسج الضام أو عيوب الأوعية الدموية وهنا سيؤدي التمزق البطاني لشرايين اللب إلى نشوء مناطق نزفية فيه. اقتُرح أن هذه المناطق النزفية في اللب ستحفز التمعدن داخله.

## الانتشار
يمكن أن تتطور تكلسات اللب طوال الحياة وأُبلغ في الدراسات عن معدلات انتشار تبلغ 8-9% في جميع أنحاء العالم. وُجد أيضًا أن الحصوات اللبية تحدث على نحو متكرر خلال العقد الرابع، لدى الأكبر عمرًا.
بشكل عام، تظهر الحصوات اللبية في أسنان الفك العلوي أكثر من أسنان الفك السفلي. كشفت دراسة في أستراليا عن ارتفاع حالات الحصوات اللبية في الأضراس مقارنة بالضواحك، والأضراس الأولى مقارنة بالأضراس الثانية. أظهرت الأضراس الأولى التي رُممت و/أو كان فيها تسوس نسبة أعلى من الحصوات اللبية مقارنة بالأضراس الأولى السليمة وغير المرممة.

## الآثار السريرية
لا يكون للحصوات اللبية عمومًا آثار سريرية خطيرة لأنها عادة لا تسبب الألم أو الانزعاج أو أي شكل من أشكال التهاب لب السن. مع ذلك، عندما تخضع السن المعنية للمعالجة اللبية مثل معالجة نفق جذر السن، فإن وجود الحصوات اللبية الكبيرة سيكون خطيرًا سريريًا.
قد تمنع الحصوات اللبية الكبيرة في الحجرة اللبية الوصول إلى فتحات القناة وتمنع أدوات طب الأسنان الاستكشافية من المرور عبر القناة. في هذه الحالات، يمكن استخدام الأجهزة الأزيزية أو حتى الأجهزة بالموجات فوق الصوتية لإزالة الحصوات اللبية المُعيقة. يمكن أيضًا استخدام هيبوكلوريت الصوديوم، الذي له تأثير إذابة، للاستفادة من فعله التآزري في عملية الإزالة.